# Justin Kluivert
Justin Dean Kluivert (Zaandam, 5 mei 1999) is een Nederlands voetballer die doorgaans als vleugelspeler of aanvallende middenvelder speelt. Hij maakte in 2023 de overstap van AS Roma naar Bournemouth. Hij is een zoon van voormalig voetballer Patrick Kluivert. Kluivert maakte in 2018 zijn debuut in het Nederlands voetbalelftal.

## Clubcarrière

### Ajax
Kluivert werd in 2007 opgenomen in de jeugdopleiding van AFC Ajax. Hij speelde daarnaast vanaf 2013 interlands voor diverse Nederlandse jeugdteams. Hij viel als voetballer zo op, dat hij in 2014 reeds, als 15-jarige jeugdspeler, een sponsorcontract tekende met Nike. Op 29 april 2016 tekende hij zijn eerste contract bij AFC Ajax.
Op 16 september 2016 maakte Kluivert onder trainer Marcel Keizer zijn debuut voor Jong Ajax in de Eerste divisie. Hij kwam tijdens een wedstrijd tegen MVV Maastricht in De Geusselt in de 67e minuut in het veld als vervanger van Vince Gino Dekker. Zijn eerste doelpunt in het betaald voetbal maakte Kluivert in de met 1–3 gewonnen uitwedstrijd van Jong Ajax op bezoek bij SC Cambuur. In de 92e minuut scoorde hij in de rebound van een strafschop die hij zelf nam. Trainer Peter Bosz nam Kluivert op 11 december 2016 voor het eerst op in de selectie van het eerste elftal van Ajax, voor een competitiewedstrijd uit bij FC Twente. Ter voorbereiding op de tweede seizoenshelft nam Ajax-trainer Peter Bosz Kluivert in januari 2017 mee op trainingskamp naar Portugal. Kluivert debuteerde op 15 januari 2017 in het eerste elftal van Ajax, in een met 1–3 gewonnen competitiewedstrijd uit bij PEC Zwolle. Hij viel die dag in de 39e minuut in voor de geblesseerde Amin Younes. Zijn eerste doelpunt in de hoofdmacht van Ajax maakte hij op 19 maart 2017, tijdens een competitiewedstrijd uit bij Excelsior die in 1–1 eindigde.

Tijdens het seizoen 2017/18 stond Kluivert meestal in de basis. Op 26 november 2017 scoorde hij tijdens de met 5–1 gewonnen competitiewedstrijd thuis tegen Roda JC een hattrick. Daardoor was hij de eerste Kluivert die het lukte om een hattrick te scoren voor Ajax. Aan het einde van het seizoen 2017/18, waarin Ajax als tweede eindigde achter PSV, kondigde Kluivert in de Volkskrant aan zijn tot medio 2019 lopende verbintenis niet te zullen verlengen. De op dat moment 19-jarige buitenspeler twijfelde aan de intenties van de club, die graag ziet dat hij zou bijtekenen. "Ajax wil dat ik mijn contract verleng, zodat ze meer kunnen vragen", aldus Kluivert. "Mijn plan was om te blijven, maar er is veel gebeurd de laatste tijd." In 2023 gaf Kluivert aan dat hij achteraf bezien beter niet zo snel bij Ajax had kunnen vertrekken.

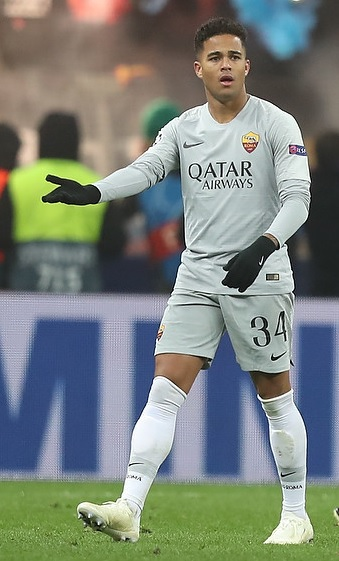
Kluivert spelend voor AS Roma in 2018

### AS Roma
Kluivert tekende in juni 2018 een contract tot medio 2023 bij AS Roma, dat €17.250.000,- voor hem betaalde aan Ajax. Dat kreeg daarbij tot €1.500.000,- extra aan eventuele bonussen in het vooruitzicht. Kluivert kreeg voor het seizoen 2018/19 op eigen verzoek het rugnummer 34 toegewezen bij AS Roma. Dat was een eerbetoon aan de in 2017 door een hartstilstand getroffen Abdelhak Nouri, die dat nummer droeg bij Ajax en met wie Kluivert samenspeelde.
Op 19 augustus maakte hij zijn debuut voor AS Roma tegen Torino. Hij leverde de assist op de enige treffer van de wedstrijd van Edin Džeko. Op 2 oktober scoorde hij in de UEFA Champions League-wedstrijd tegen Viktoria Plzen (5-0 winst) zijn eerste doelpunt voor de club. Op 3 april 2019 gaf hij beide assists in een 2-2 gelijkspel tegen Fiorentina. In zijn eerste seizoen bij Roma kwam Kluivert in alle competities in totaal vijfendertig keer in actie, waarvan zeventien keer als invaller. Daarin scoorde hij tweemaal en gaf hij acht assists.
Aan het begin van zijn tweede seizoen bij AS Roma veroverde hij een basisplaats, tot aan het stilleggen van de competitie door de coronapandemie in maart 2020. Bij de herstart in juni was hij ineens vooral wisselspeler. Hij eindigde dat seizoen met zeven goals en twee assists in 31 wedstrijden. In totaal speelde Kluivert 68 wedstrijden voor AS Roma, waarin hij kwam tot negen goals en tien assists.

### RB Leipzig
Op 5 oktober 2020 werd Kluivert voor een seizoen verhuurd aan RB Leipzig. Daar maakte hij twaalf dagen later tegen FC Augsburg zijn debuut voor. Tegen regerend landskampioen Bayern München scoorde Kluivert op 5 december zijn eerste doelpunt voor de Duitsers in een 3-3 gelijkspel. Drie dagen later scoorde hij ook in de Champions League-groepswedstrijd tegen Manchester United, die Leipzig knap met 3-2 wist te winnen. Het duurde vervolgens tot de voorlaatste speelronde voor hij opnieuw tot scoren kwam, ditmaal tegen VfL Wolfsburg, waarna hij in de laatste speelronde tegen Union Berlin zijn vierde en laatste goal voor RB Leipzig scoorde. 

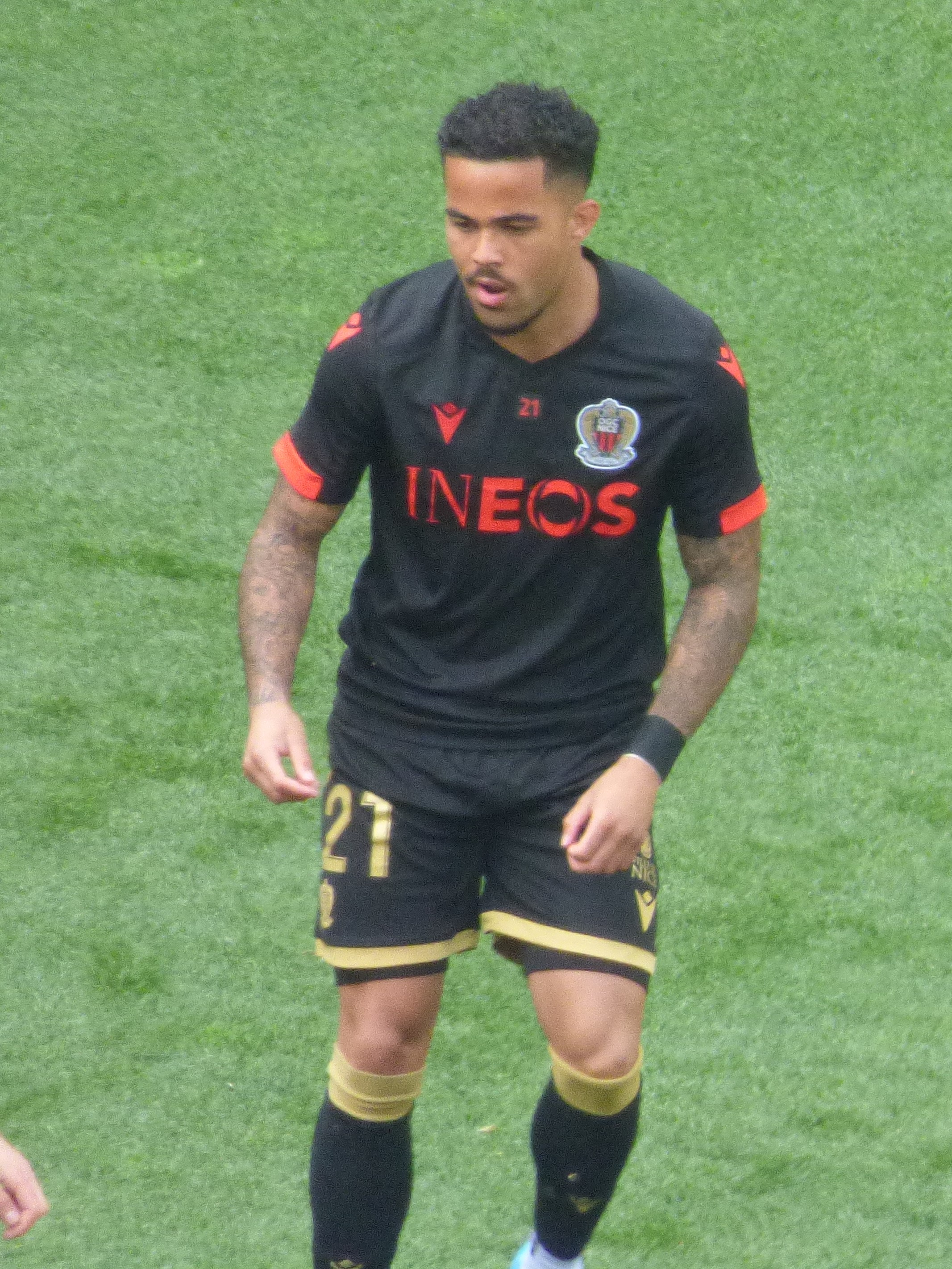
Kluivert als speler van OGC Nice in 2022

### OGC Nice
Vanaf juli 2021 wordt hij verhuurd aan OGC Nice, waarbij een optie tot koop werd bedongen.  Hij maakte op 8 augustus tegen Stade de Reims zijn debuut voor Nice. Op 28 augustus was hij tegen Girondins de Bordeaux goed voor zijn eerste goal en assist voor de club. Op 9 februari 2022 was hij in de kwartfinale van de Coupe de France tegen Olympique de Marseille goed voor twee goals en één assist in een 4-1 overwinning. Op 7 mei speelde Kluivert de finale van de Coupe de France, die met 0-1 gewonnen werd door FC Nantes. In totaal kwam Kluivert tot zes goals en zes assists voor Nice in 31 wedstrijden.

### Valencia
Op 1 september 2022 werd hij voor de derde keer verhuurd, ditmaal aan Valencia. Hij maakte zijn debuut op 10 september 2022 in een wedstrijd tegen Rayo Vallecano in de Primera División. Hij scoorde zijn eerste doelpunt tegen Osasuna, een wedstrijd die met 2-1 gewonnen werd. In mei 2023 werd het huis van Kluivert in de buurt van Valencia doelwit van een overval. Zijn vriendin en schoonmoeder waren op dat moment thuis, terwijl hij met zijn team op Mallorca zat. De daders wisten te ontkomen met buit. Dat was tegen het einde van zijn huurperiode bij Valencia, waar hij tot acht goals en twee assists kwam in 29 wedstrijden.

### Bournemouth
Op 23 juni 2023 tekende Kluivert bij Bournemouth. Hij werd gehaald voor ruim 11 miljoen euro en tekende tot 2028. Door zijn transfer naar Engeland werd Kluivert de eerste Nederlander die in alle top vijf-competities onder contract heeft gestaan. Hij maakte op 12 augustus tegen West Ham United zijn debuut voor de club. Op 1 november was hij tegen Swansea City in de tweede ronde van de EFL Cup voor het eerst trefzeker. Door trainer Andoni Iraola werd hij halverwege het seizoen als nummer tien opgesteld, in plaats van als buitenspeler. Vanuit die positie scoorde hij op 25 november tegen Sheffield United zijn eerste doelpunt in de Premier League. Daarmee werd hij de tweede speler die in alle vijf de topcompetities gescoord heeft, na Stevan Jovetić.  In zijn eerste seizoen was hij goed voor negen goals en twee assists in 36 wedstrijden. 
Op 30 november 2024 scoorde hij drie goals, allemaal uit een strafschop, in een 2-4 overwinning op Wolverhampton Wanderers. Daarmee werd hij de eerste speler in de geschiedenis van de Premier League met een hattrick aan strafschoppen. Op 18 januari 2025 scoorde hij op bezoek bij Newcastle United opnieuw een hattrick, zijn tweede in seizoen 2024/25. Begin februari werd hij uitgeroepen van Speler van de Maand januari in de Premier League.

## Clubstatistieken
| Seizoen     | Club            | Competitie       | Competitie | Competitie | Competitie | Beker | Beker | Beker | Internationaal | Internationaal | Internationaal | Totaal | Totaal | Totaal |
| Seizoen     | Club            | Competitie       | Wed.       | Dlp.       | Ass.       | Wed.  | Dlp.  | Ass.  | Wed.           | Dlp.           | Ass.           | Wed.   | Dlp.   | Ass.   |
| ----------- | --------------- | ---------------- | ---------- | ---------- | ---------- | ----- | ----- | ----- | -------------- | -------------- | -------------- | ------ | ------ | ------ |
| 2016/17     | Jong Ajax       | Eerste divisie   | 8          | 2          | 3          | —     | —     | —     | —              | —              | —              | 8      | 2      | 3      |
| Club Totaal | Club Totaal     | Club Totaal      | 8          | 2          | 3          | 0     | 0     | 0     | 0              | 0              | 0              | 8      | 2      | 3      |
| 2016/17     | Ajax            | Eredivisie       | 14         | 2          | 4          | 0     | 0     | 0     | 6              | 0              | 1              | 20     | 2      | 5      |
| 2017/18     | Ajax            | Eredivisie       | 30         | 10         | 5          | 2     | 1     | 0     | 4              | 0              | 0              | 36     | 11     | 5      |
| Club Totaal | Club Totaal     | Club Totaal      | 44         | 12         | 9          | 2     | 1     | 0     | 10             | 0              | 1              | 56     | 13     | 10     |
| 2018/19     | AS Roma         | Serie A          | 29         | 1          | 6          | 1     | 0     | 2     | 5              | 1              | 0              | 35     | 2      | 8      |
| 2019/20     | AS Roma         | Serie A          | 22         | 4          | 2          | 2     | 0     | 0     | 7              | 3              | 0              | 31     | 7      | 2      |
| 2020/21     | AS Roma         | Serie A          | 2          | 0          | 0          | 0     | 0     | 0     | —              | —              | —              | 2      | 0      | 0      |
| Club Totaal | Club Totaal     | Club Totaal      | 53         | 5          | 8          | 3     | 0     | 2     | 12             | 4              | 0              | 68     | 9      | 10     |
| 2020/21     | → RB Leipzig    | Bundesliga       | 19         | 3          | 1          | 1     | 0     | 0     | 7              | 1              | 0              | 27     | 4      | 1      |
| Club Totaal | Club Totaal     | Club Totaal      | 19         | 3          | 1          | 1     | 0     | 0     | 7              | 1              | 0              | 27     | 4      | 1      |
| 2021/22     | → OGC Nice      | Ligue 1          | 27         | 4          | 5          | 4     | 2     | 1     | —              | —              | —              | 31     | 6      | 6      |
| Club Totaal | Club Totaal     | Club Totaal      | 27         | 4          | 5          | 4     | 2     | 1     | 0              | 0              | 0              | 31     | 6      | 6      |
| 2022/23     | → Valencia      | Primera División | 26         | 6          | 1          | 3     | 2     | 1     | —              | —              | —              | 29     | 8      | 2      |
| Club Totaal | Club Totaal     | Club Totaal      | 26         | 6          | 1          | 3     | 2     | 1     | 0              | 0              | 0              | 29     | 8      | 2      |
| 2023/24     | AFC Bournemouth | Premier League   | 32         | 7          | 1          | 4     | 2     | 1     | —              | —              | —              | 36     | 9      | 2      |
| 2024/25     | AFC Bournemouth | Premier League   | 28         | 12         | 6          | 4     | 1     | 1     | —              | —              | —              | 32     | 13     | 7      |
| Club Totaal | Club Totaal     | Club Totaal      | 60         | 19         | 7          | 8     | 3     | 2     | 0              | 0              | 0              | 68     | 22     | 9      |
| Totaal      | Totaal          | Totaal           | 237        | 51         | 34         | 21    | 8     | 6     | 29             | 5              | 1              | 287    | 64     | 41     |

Bijgewerkt t/m 23 december 2024.

## Interlandcarrière
In mei 2016 werd hij door bondscoach Kees van Wonderen geselecteerd voor de selectie van het Nederlands voetbalelftal onder 17 voor het EK onder 17 in Azerbeidzjan. Het team, waarin Kluivert een basisplaats had, strandde in de halve finale.
Kluivert debuteerde op 26 maart 2018 in het Nederlands voetbalelftal, tijdens een met 0–3 gewonnen oefeninterland tegen Portugal. Hij kwam in de 78e minuut in het veld als vervanger voor Memphis Depay. Op 6 september van dat jaar mocht hij kort invallen in de oefeninterland tegen Peru. Na deze twee invalbeurten speelt hij ruim een jaar lang alleen voor Oranje onder 21. Pas meer dan zes jaar later mocht hij zijn rentree in het Nederlands elftal maken, op 19 november 2024 in de wedstrijd tegen Bosnië en Herzegovina in de UEFA Nations League. Dit was zijn basisdebuut voor Oranje.
| Interlands van Justin Kluivert voor Nederland | Interlands van Justin Kluivert voor Nederland | Interlands van Justin Kluivert voor Nederland | Interlands van Justin Kluivert voor Nederland | Interlands van Justin Kluivert voor Nederland | Interlands van Justin Kluivert voor Nederland |  |
| №                                             | Datum                                         | Wedstrijd                                     | Uitslag                                       | Soort Wedstrijd                               | Goals                                         |  |
| --------------------------------------------- | --------------------------------------------- | --------------------------------------------- | --------------------------------------------- | --------------------------------------------- | --------------------------------------------- |  |
|                                               |                                               |                                               |                                               |                                               |                                               |  |
| Als speler van Ajax                           |                                               |                                               |                                               |                                               |                                               |  |
| 1.                                            | 26 maart 2018                                 | Portugal – Nederland                          | 0 – 3                                         | Vriendschappelijk                             |                                               |  |
| Als speler van AS Roma                        |                                               |                                               |                                               |                                               |                                               |  |
| 2.                                            | 6 september 2018                              | Nederland – Peru                              | 2 – 1                                         | Vriendschappelijk                             |                                               |  |
| Als speler van Bournemouth                    |                                               |                                               |                                               |                                               |                                               |  |
| 3.                                            | 19 november 2024                              | Bosnië en Herzegovina – Nederland             | 1 – 1                                         | Nations League 2024/25                        |                                               |  |
| 4.                                            | 20 maart 2025                                 | Nederland – Spanje                            | 2–2                                           | Nations League 2024/25                        |                                               |  |
| 5.                                            | 23 maart 2025                                 | Spanje - Nederland                            | –                                             | Nations League 2024/25                        |                                               |  |
| 6.                                            | 7 juni 2025                                   | Finland - Nederland                           | 0-2                                           | Kwalificatie WK 2026                          |                                               |  |
| 7.                                            | 10 juni 2025                                  | Nederland - Malta                             | '                                             | Kwalificatie WK 2026                          |                                               |  |

Bijgewerkt t/m 10 juni 2025.

## Privé
Kluivert is getrouwd op 18 december 2024. Op 10 februari 2025 werd hij vader van een dochter.